# Turn over?
『turn over?』（ターン・オーヴァー?）は、日本のバンド・Mr.Childrenの8作目の配信限定シングル。2020年9月16日にトイズファクトリーより発売された。

## 制作・音楽性
本楽曲のレコーディングは、収録アルバムである『SOUNDTRACKS』の制作の一環として主にロサンゼルスのSunset Soundで行なわれた。前作『Birthday/君と重ねたモノローグ』に引き続きスティーヴ・フィッツモーリスと共にレコーディングされ、マスタリングはニューヨークにあるスタジオ・Sterling Soundのランディー・メリルが担当。アナログ・レコーディングで制作されている。
本楽曲について、田原健一は「個人的には久々の（エルヴィス・）コステロの影響を受けた桜井節だなって感じがある」と語っている。また、曲中のパーカッションはフィッツモーリスのアイデアによるもので、中川敬輔はレコーディング前のプリプロダクションの段階と完成した音源とで大きく印象が変わった楽曲であると振り返っている。

## リリース・プロモーション
前作『Birthday/君と重ねたモノローグ』より約半年ぶりのシングルで、配信限定シングルとしては『here comes my love』以来、約2年8か月ぶりとなる。
本作のアートディレクターはPERIMETRONが担当。ジャケットには空を飛ぶ2羽の鳥のイラストが使用されている。
本作発売時にはテレビ出演はなかったものの、本楽曲が収録されたアルバム『SOUNDTRACKS』発売のタイミングで披露された（後述）。

## 批評
ロッキング・オンの高橋智樹は、本作に関して、パーカッションやオルガンの音色をフィーチャーしつつも、アコースティック・ギターの軽快なストロークとシンプルなバンドサウンドを基調としたアレンジは、3rdアルバム『Versus』辺りの楽曲を彷彿とさせると評価した。また、歌詞に関しては「文字面だけを追えばシニカルの極みの如き歌詞も、桜井独特の躍動感あふれる歌い回しとメロディワークによって、一歩また一歩と陽だまりへ導かれていくようなマジックを備えている」と述べている。

## チャート成績
初週で約4.0万ダウンロードを計上し、2020年9月28日付のオリコン週間デジタルシングルチャート、およびBillboard JAPAN週間ダウンロードソングチャート「Billboard Japan Download Songs」で共に初登場2位を記録。

## 収録曲
| #  | タイトル       | 作詞・作曲 | 編曲                                      | 時間 |
| -- | -------------- | ---------- | ----------------------------------------- | ---- |
| 1. | 「turn over?」 | 桜井和寿   | Mr.Children, Steve Fitzmaurice, Ken Masui | 3:25 |

## 楽曲解説
1. turn over?
  - TBS系火曜ドラマ『おカネの切れ目が恋のはじまり』主題歌[13]。Mr.ChildrenがTBS系ドラマの主題歌を担当するのは2004年の「Sign」（日曜劇場『オレンジデイズ』主題歌）以来16年ぶり。
  - ドラマプロデューサーの東仲恵吾は「まだ何もない段階で先走ってオファーし、快諾してもらいました。最初に曲を聞いた時、その尊さに心が震えました。爽やかで前向きな曲なのに、涙が出てくる。人と人との出会いの愛おしさ、人を想う気持ちを桜井さんが切なくも力強く歌い上げている、まさに“究極の愛の歌”でした。」とコメントしている[13]。
  - Mr.Childrenのシングル曲の中では演奏時間が一番短く、それまで最短であった「優しい歌」（3分34秒）を下回った。また、曲名に記号の「?」が入っている楽曲はMr.Childrenでは初となる。

## 参加ミュージシャン
- Mr.Children
  - 桜井和寿：Vocals, Acoustic Guitar
  - 田原健一：Electric Guitars
  - 中川敬輔：Bass
  - 鈴木英哉：Drums
- Darren Heelis：Additional Drum Programming
- Will Fry：Percussion
- Henry Bowers-Broadbent：Hammond

## テレビ出演
| 番組名                                   | 日付           | 放送局 | 演奏曲           |
| ---------------------------------------- | -------------- | ------ | ---------------- |
| CDTVライブ! ライブ! クリスマススペシャル | 2020年12月21日 | TBS    | turn over?       |
| CDTVライブ! ライブ! クリスマススペシャル | 2020年12月21日 | TBS    | Documentary film |

## 収録アルバム
- 『SOUNDTRACKS』